# Кірікумяе
Кірікумяе (ест. Kirikumäe) — село в Естонії, входить до складу волості Вастселійна, повіту Вирумаа.